# Kampfgeschwader 158
Das Kampfgeschwader 158 war ein Verband der Luftwaffe der Wehrmacht vor dem Zweiten Weltkrieg. Als Kampfgeschwader, ausgestattet mit Bombern, vom Typ Dornier Do 17 bildete es Bomberbesatzungen aus für Luftangriffe mit Bomben. Es wurde am 1. Mai 1939 in Kampfgeschwader 76 umbenannt.

## Aufstellung
Der Geschwaderstab entstand im Rahmen der Aufrüstung der Luftwaffe am 1. April 1938 auf dem Fliegerhorst Wiener Neustadt (Lage) aus dem Stab des Kampfgeschwaders 155. Die I. Gruppe bildete sich aus der ehemaligen I. Gruppe des Kampfgeschwaders 155 auf dem Fliegerhorst Wiener Neustadt. Aus der ehemaligen II./KG 155 in Wiener Neustadt wurde durch Umbenennung die II. Gruppe, während die III. Gruppe in Wels (Lage) entstand. Das Geschwader war mit der Dornier Do 17 ausgestattet.

## Gliederung
Der Geschwaderstab führte die I. bis III. Gruppe die wiederum in Staffeln unterteilt waren. Die 1. bis 3. Staffel gehörte der I. Gruppe, die 4. bis 6. Staffel der II. Gruppe und die 7. bis 9. Staffel der III. Gruppe an.

## Kommandeure

### Geschwaderkommodore
| Dienstgrad | Name             | Zeit                           |
| ---------- | ---------------- | ------------------------------ |
| Oberst     | Paul Schultheiss | 1. Januar 1939 bis 1. Mai 1939 |

### Gruppenkommandeure
I. Gruppe
- Oberstleutnant Eduard Riesch, 1. April 1938 bis 1. Februar 1939[4]
- Oberst Stefan Fröhlich, 1. Februar 1939 bis 1. Mai 1939[5]

II. Gruppe
- Oberstleutnant Karl Angerstein, 15. März 1939 bis 1. Mai 1939[6]

III. Gruppe
- Oberstleutnant Werner Zech, 1. Februar 1938 bis 1. Mai 1939[7]

## Bekannte Geschwaderangehörige
- Herbert Büchs (1913–1996), war von 1967 bis 1971, als Generalleutnant der Luftwaffe der Bundeswehr, Stellvertreter des Generalinspekteurs der Bundeswehr
- Karl Wolfien (1906–1968), war von 1960 bis 1963, als Brigadegeneral der Luftwaffe der Bundeswehr, Leiter des Materialamtes der Luftwaffe